# Šešupė
Šešupė (polsk: Szeszupa; russisk: Шешупе, tr. Sjesjupe; tysk: Scheschup(p)e) er en flod i Polen (27 km) Litauen (158 km) og Rusland (62 km). Den er en biflod til Nemunas, og er totalt 297,6 km lang, med et afvandingsareal på 6.104,8 km².
Den har sit udspring 18 km nord for Suwałki i voivodskabet Podlasie, Østpolen. Floden løber 51 km langs grænsen mellem den russiske enklave Kaliningrad oblast og Litauen. Middelvandføringen er 33,2 m³/s 43 km fra udmundingen i Nemunas. Šešupė munder ud i Nemunas nær byen Neman.